# 麻生医療福祉専門学校福岡校
麻生医療福祉専門学校福岡校（あそういりょうふくしせんもんがっこうふくおかこう）は、学校法人麻生塾が運営する学校の一つ。福岡県福岡市博多区博多駅南にキャンパスを置く、私立の専門学校。塾長は麻生泰。理事長は麻生健。
1997年（平成9年）に開校。略称は麻生または医療、アルファベットではAMFCと表記する。2024年4月に麻生医療福祉&保育専門学校福岡校に校名変更した。

## 概要
ASOの4つの強み

1,医療・福祉力
- 麻生グループは100以上の医療福祉機関が存在。付属保育園・校舎内保育園、病院など多数の医療・福祉施設を通して、現場の今を知れる

2,講師力
- 全講師が現場経験者のプロフェッショナル

3,就職
- 麻生塾創立80年の歴史と卒業生数50000名以上の実績を誇る麻生だからこそできる就職活動を徹底サポート

4,設備
- プロ仕様の施設・設備を完備しており、就職後即戦力となる実践を身に付けられる。

## 学科
- 医療秘書・事務科
- 診療情報管理士科
- 診療情報管理士専攻科
- こども未来学科
- 社会福祉科
- 福祉心理学科
- ソーシャルワーカー科
- 介護福祉科
- 国際介護福祉科

## 年間行事
- 4月
  - 入学式
  - オリエンテーション
- 11月
  - 体育祭
- 12月
  - 学園祭(麻生祭)
- 3月
  - 卒業式
  - 謝恩会
- その他
  - 研修旅行
  - 体験学習
  - 交流会
  - 県人会
  - 卒業研究発表会

## 部活動
音楽部、バレーボール部、バスケットボール部、野球部、テニス部、ソフトボール部、フットサル部、バドミントン部 など。